# ایرج افشار
ایرج افشار (زادهٔ ۱۶ مهر ۱۳۰۴ تهران – درگذشتهٔ ۱۸ اسفند ۱۳۸۹ تهران) پژوهشگر فرهنگ و تاریخ ایران و ادبیات فارسی، ایران‌شناس، کتاب‌شناس، نسخه‌پژوه، نویسنده و استاد دانشگاه ایرانی بود.

## فعالیت فرهنگی-ادبی

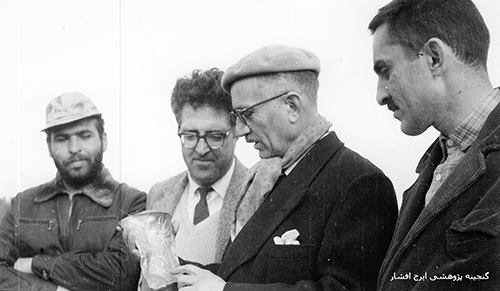
ایرج افشار در کنار عباس زریاب خویی و الله‌یار صالح در مارلیک

ایرج افشار در کنار محمدتقی دانش‌پژوه و تسونئو کورویاناگی در ژاپن

ایرج افشار ایستاده بین جلال خالقی مطلق و بهرام بیضایی

افشار سابقهٔ تدریس در دانشگاه‌های داخل و خارج کشور از جمله: دانشگاه برن (سوئیس)، دانشگاه ساپورو (ژاپن) و دانشگاه تهران را داشت.
وی پایه‌گذار کتابخانهٔ مرکزی دانشگاه تهران و معروف به «پدر کتاب‌شناسی ایران» است.
محمود افشار یزدی پدر اوست.
ایرج افشار نزدیک به ۶۵ سال کوشش‌های پژوهشی بیش از ۳۰۰ کتاب و ۳۰۰۰ مقاله در زمینه‌های کتاب‌شناسی، کتاب‌داری، تاریخ، جغرافیا، جغرافیای تاریخی، فرهنگ مردم و موضوع‌های دیگر تألیف، تصنیف و تصحیح کرده است. کتابخانهٔ بزرگ و گران‌بهای ایرج افشار در مرکز دائرةالمعارف بزرگ اسلامی محفوظ است.

## مجلات و نشریات
ایرج افشار در طول عمر فرهنگی خود با مجله و نشریات معتبری همکاری کرد و نوشته‌هایش در آن‌ها چاپ شد، همچنین وی سردبیر و صاحب امتیاز چند مجله در دوره‌های مختلف بود. افشار در برخی از نوشته‌هایش از نام (الف. الف) و (الف. افشار) در دههٔ ۱۳۲۰، پناه (در مجله ایران ما)۱۳۳۰ و ساسان (در مجلهٔ ستاره) ۱۳۳۱ برای خود استفاده کرده است.
افشار از دهه ۲۰ شمسی به بعد با مجله و نشریه‌های، آینده، آیین، خاورزمین، یادگار، پیام نو، مردم، جهان نو، خواندنیها، قیام ایران (به‌جای) جبهه، داریا، یغما، شرق‌میانه، دانش، سالنامهٔ کشور ایران، اطلاعات ماهانه، شهرری، مهر ایران، نمایشگاه، اطلاعات ماهانه، ایران ما، سپیده‌دم، نورجهان، عالم هنر، سخن، مهر، آموزش و پرورش، آسیا، کبوتر صلح، گل‌های رنگارنگ، عالم هنر، ستاره، هوخت، تئاتر، تربیت، مجموعه فرهنگ ایران‌زمین، نشریهٔ دانشکدهٔ ادبیات دانشگاه تهران، کیهان فرهنگی، بامشاد، کتاب‌های ماه، راهنمای کتاب، اطلاعات، نشریه نسخه‌های خطی، نشریه ایران‌شناسی، کاوه، سالنامه ایساتیس، نشریه سازمان دانشجویان ایرانی در آمریکا، ارمغان، نشریه اخبار دانشگاه تهران، نشریه دانشکده ادبیات دانشگاه تبریز، فردوسی، وحید، نشریه وزارت امور خارجه، هنر و مردم، نشریه کتابخانه مرکزی و مرکز اسناد دانشگاه تهران، نشریه دانشکده ادبیات دانشگاه مشهد، یادنامه ایرانی مینورسکی، بررسی‌های تاریخی، کتابداری، ایرانشناسی، نشریه انجمن فرهنگ ایران باستان، مجموعه‌های فرهنگ ایران زمین، خرد و کوشش، گوهر، بررسی‌های تاریخی، کتاب امروز، روابط بین‌المللی، تاریخ، نشریه دانشکده ادبیات دانشگاه تربیت معلم، نگین، محیط ادب، فردای ایران، اثر، مجموعه فرخنده پیام، بیاض، حافظ‌شناسی، زبان فارسی در آذربایجان، عابدی نامه، مجموعه هفتاد مقاله، آدینه، فصل‌نامه تئاتر، دنیای سخن، صوفی، کهکشان،  کلک، آرمان، جُنگ، دانش و فن، فصل کتاب، نشر دانش، ایندوایرانیکا، گلچرخ، مجموعه‌های یزدنامه، گیلان‌نامه، گیله‌وا، ره‌آورد، تصویر، مجموعه نامواره دکتر محمود افشار، آینه پژوهش، کرانه، ایران‌نامه، سال‌نامه گل‌آقا، گردون، مجموعه‌های نامگانی علی سامی، یکی قطره باران، کتاب پاژ، قافله‌سالار سخن، معارف، تحقیقات اسلامی، نامهٔ فرهنگستان، جهان کتاب، نگاه نو، گلستان، ایرانشناسی، ره‌آورد، معارف، آینه میراث، جهان کتاب، فرهنگ، نگاه نو، فصلنامهٔ شقایق و بخارا. هم‌کاری کرد.

## مسئولیت و عضویت‌ها

احسان یارشاطر به همراه ایرج افشار و سیدحسن تقی‌زاده

- ۱۳۲۳ - مدیر داخلی مجله آینده تا سال ۱۳۲۵
- در سال ۱۳۳۰ عضو انجمن ایران‌شناسی، به ریاست ابراهیم پورداود و دبیری محمد معین شد.
- سال ۱۳۳۱ سردبیر مجله مهر، (سال‌های ۸ و ۹) به صاحب‌امتیازی مجید موقر شد.
- ۱۳۴۲ - مدیر (مجله ایران‌شناسی) ِ نشریه دانشکده ادبیات و علوم انسانی دانشگاه تهران شد.
- دبیر گروه ملی کتاب‌شناسی ایران از سال ۱۳۳۱ تا ۱۳۵۷
- ۱۳۳۳ - سردبیر مجله سخن سال‌های ۵ ۶ و ۷ به صاحب امتیازی پرویز ناتل خانلری.
- ۱۳۳۴ - عضو مؤسس انجمن ایرانی فلسفه و علوم‌انسانی وابسته به کمیتهٔ ملی یونسکو تا سال ۱۳۵۷،
- ۱۳۳۴ - مدیریت و نظارت بر انتشارات فرهنگ ایران‌زمین تا سال ۱۳۸۴
- ۱۳۳۴ - همکاری با دائرةالمعارف فارسی تا سال ۱۳۵۶
- دبیر انجمن کتاب از سال ۱۳۳۷ تا ۱۳۵۷
- ۱۳۳۷ - مدیر مجله راهنمای کتاب تا سال ۱۳۵۷ به صاحب‌امتیازی احسان یارشاطر
- ۱۳۳۷ - عضو شورای کتابخانه وزارت امور خارجه
- مدیریت مجله کتابداری (نشریه کتابخانه مرکزی و مرکز اسناد دانشگاه تهران) (۷ دفتر) از سال ۱۳۴۵ تا ۱۳۵۷
- ۱۳۳۸ - عضو کمیتهٔ تشکیل بایگانی کل کشور از طرف کمیسیون ملی یونسکو
- ۱۳۳۸ - عضو کمیتهٔ تقویم اسناد ملی تا سال ۱۳۸۹
- ۱۳۳۹ - مدیریت (نشریهٔ نسخه‌های خطی) کتابخانهٔ مرکزی و مرکز اسناد دانشگاه تهران (۸ دفتر) تا سال ۱۳۵۷
- ۱۳۴۰ - رئیس کتابخانه دانشسرای عالی تا سال ۱۳۴۱
- ۱۳۴۰ - رئیس کتابخانه ملی
- ۱۳۴۱ - عضو شورای کتابخانه مرکزی دانشگاه تهران تا سال ۱۳۵۷
- ۱۳۴۱ - عضو شورای (مؤسسه تحقیق در ادبیات و زبان‌های ایران)(وزارت فرهنگ و هنر)
- ۱۳۴۲ - رئیس مرکز تحقیقات کتاب‌شناسی تا سال ۱۳۴۳
- ۱۳۴۲ - مدیر مجله ایرانشناسی نشریه دانشکده ادبیات و علوم انسانی دانشگاه تهران
- ۱۳۴۳ - عضو هیئت انتخاب کتاب (وزارتخانه‌های فرهنگ-آموزش و پرورش، فرهنگ و هنر) تا سال ۱۳۵۷
- ۱۳۴۳ - مدیریت انتشارات کتابخانه مرکزی و مرکز اسناد دانشگاه تهران تا سال ۱۳۵۸
- ۱۳۴۴ - عضو شورای اجرایی (مرکز تحقیق و معرفی تمدن و فرهنگ ایران)(وزارت فرهنگ و هنر)
- ۱۳۴۴ - عضو هیئت مؤسسان انجمن ایرانی تاریخ علوم و طب، رئیس کتابخانه مرکزی و مرکز اسناد دانشگاه تهران تا بهمن ماه ۱۳۵۷
- ۱۳۴۴ - عضو هیئت تقویم نسخ خطی دانشگاه تهران تا سال ۱۳۸۹
- ۱۳۴۴ - عضو هیئت تقویم نسخ خطی کتابخانه‌های مجلس شورای ملی- مجلس سنا تا سال ۱۳۵۷
- ۱۳۴۴ - عضو هیئت امنای، بنیاد فرهنگ ایران تا سال ۱۳۵۷.
- ۱۳۴۸ - عضو هیئت تحریریه مجله دانشکده ادبیات و علوم انسانی دانشگاه تهران تا سال ۱۳۵۰
- عضو هیئت تحریریه مجله دانشکده ادبیات و علوم انسانی دانشگاه تهران از ۱۳۴۸ تا ۱۳۵۰،
- دبیر ثابت کنگره تحقیقات ایرانی (۹ دوره سالانه) از ۱۳۴۸ تا ۱۳۵۷،
- دبیر و عضو هیئت اجرایی انجمن تاریخ، وابسته به فرهنگستان زبان ایران، از ۱۳۵۳ تا ۱۳۵۷،
- ۱۳۵۱ - عضو هیئت امنای کتابخانه اهدایی مجتبی مینوی به بنیاد شاهنامه فردوسی
- ۱۳۵۱ - عضو شورای کتابخانه‌های عمومی تهران تا سال ۱۳۵۵
- ۱۳۵۱ - عضو کمیته جایزه کتاب سال تا سال ۱۳۵۷
- ۱۳۵۱ - عضو انجمن کتابداران ایران تا سال ۱۳۵۵
- ۱۳۵۱ - نظارت بر (مجموعه منابع و اسناد تاریخی دوره قاجار-شرکت سهامی کتاب‌های جیبی وابسته به موسسه انتشارات فرانکلین، شرکت انتشارات علمی و فرهنگی.
- ۱۳۵۳ - دبیر و عضو هیئت اجرایی انجمن تاریخ، وابسته به فرهنگستان زبان ایران، تا سال ۱۳۵۷
- ۱۳۵۵ - عضو هیئت امنای چاپ آثار محمدعلی جمال‌زاده، سپرده به دانشگاه تهران تا سال ۱۳۸۹
- ۱۳۵۶ - عضو شورای عالی (سازمان اسناد ملی ایران) تا سال ۱۳۵۷
- ایرج افشار در فروردین سال ۱۳۵۸ از دانشگاه تهران درخواست بازنشستگی کرد و در تیرماه همان سال با درخواست او موافقت شد.
- ۱۳۵۸ - عضو هیئت مؤسسان (انجمن آثار ملی) تا سال ۱۳۶۱
- ۱۳۵۸ - عضو انجمن ایران‌شناسی اروپا تا سال ۱۳۸۹
- ۱۳۶۲ - عضو شورای تولیت موقوفات دکتر محمود افشار (از متولیان منصوص) تا سال ۱۳۸۹
- ۱۳۶۳ - عضویت هیئت گزینش کتاب بنیاد موقوفات دکتر افشار تا سال ۱۳۸۹
- ۱۳۶۸ - عضو افتخاری مؤسسه مطالعات آسیای مرکزی و غربی دانشگاه کراچی (Institute of Central and West Asian Studies)
- ۱۳۶۸ - عضو هیئت کارشناسان بنیاد میراث اسلامی (الفرقان) لندن (Al-Furqan, Islamic Heritge Foundation. Board of Experts)
- ۱۳۷۲ - عضو هیئت ناظران دانشنامه ایرانیکا Encyclopaedia Iranica تا سال ۱۳۸۹
- ۱۳۷۳ - عضو هیئت امنا و ناظر استشاره‌ای منصوب دکتر علی‌اکبر سیاسی برای اداره کتابخانه اهدایی به دانشگاه یزد
- ۱۳۷۶ - عضو افتخاری انجمن مطالعات ایرانی Society for Iranian Studies (آمریکا)
- ۱۳۷۶ - عضو شورای علمی دائرةالمعارف بزرگ اسلامی،

## تدریس
- افشار سال ۱۳۲۹ به استخدام وزارت فرهنگ، به‌عنوان دبیر درآمد و در دبیرستان‌های شرف، قریب (ایرانشهر) تهران، به تدریس مشغول شد.
- تدریس متون کتاب‌داری و نسخه‌شناسی در دانش‌سرای عالی از سال ۱۳۳۷ تا ۱۳۴۸
- ۱۳۴۴ - تدریس نهادهای اجتماعی تاریخی ایران در دانشکده علوم اجتماعی
- سال ۱۳۴۸ دانشیار و سپس استاد رشته تاریخ (اسناد تاریخی و تاریخ‌های محلی) در دانشکده ادبیات و علوم انسانی دانشگاه تهران شد.
- ۱۳۴۸ - تدریس نسخه‌های خطی برای دانشجویان رشته کتابداری در دانشکده علوم تربیتی دانشگاه تهران
- ۱۳۵۰ - تدریس در دانشگاه ساپورو ژاپن
- ایرج افشار در فروردین سال ۱۳۵۸ از دانشگاه تهران درخواست بازنشستگی کرد و در تیر ماه همان سال با درخواست او موافقت شد.
- ۱۳۶۸ - تدریس در دانشگاه برن سوییس

## بنیان‌گذاری نشریه و مجله‌ها
- افشار در سال ۱۳۳۱، با همکاری، محمدتقی دانش‌پژوه، منوچهر ستوده، مصطفی مقربی و عباس زریاب خویی، مجله فرهنگ ایران زمین را بنیان‌گذاری کرد.
- ۱۳۳۹ - تأسیس (نشریهٔ نسخه‌های خطی) کتابخانهٔ مرکزی و مرکز اسناد دانشگاه تهران، با همکاری محمدتقی دانش‌پژوه
- ۱۳۴۱ - تأسیس شعبه ایرانشناسی، تفکیک مراجع، ایجاد کتاب‌شناسی ایران، و آغاز فهرست‌نگاری نسخه‌های خطی کتابخانه ملی به همت عبدالله انوار)
- در سال ۱۳۴۵ مجله کتابداری (نشریه کتابخانه مرکزی و مرکز اسناد دانشگاه تهران) را تأسیس کرد.

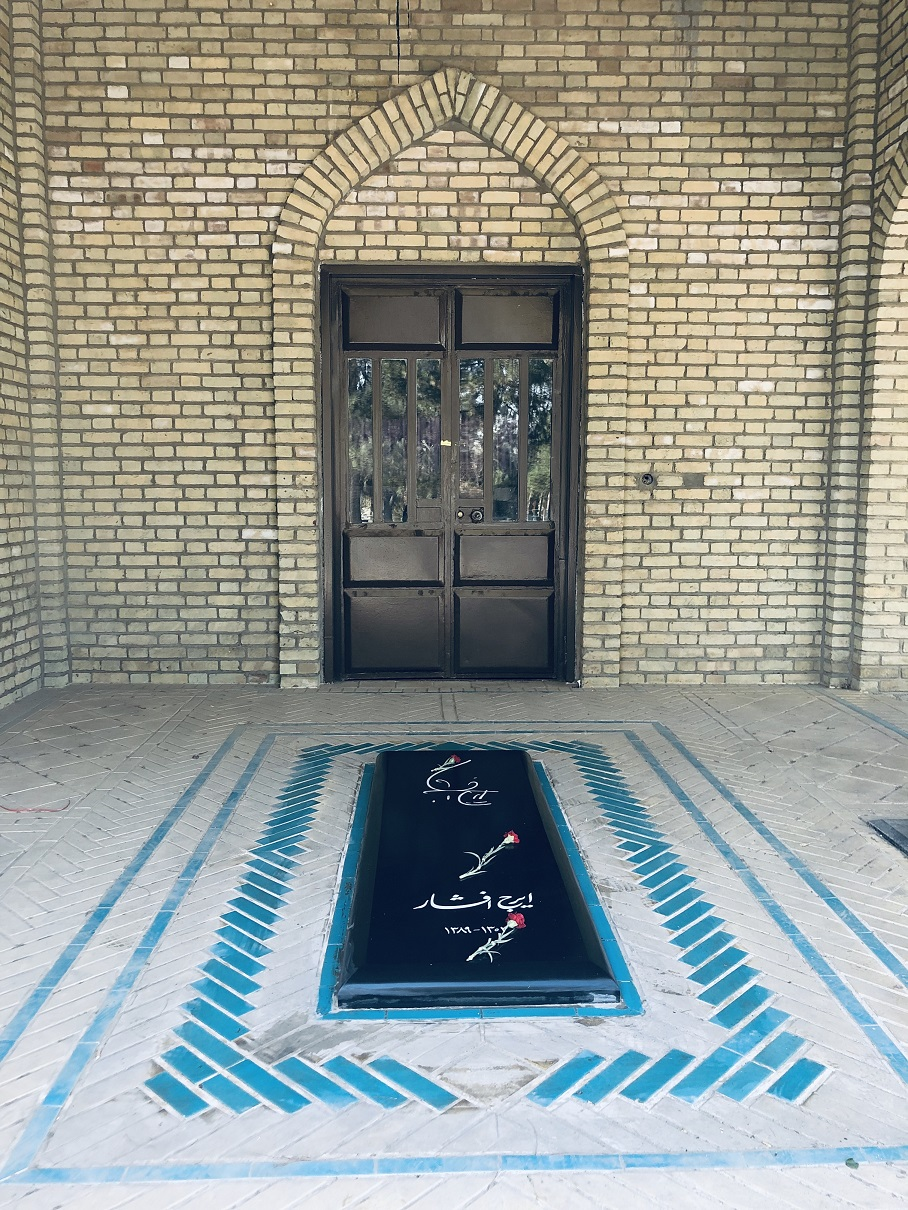
آرامگاه ایرج افشار